# True Colors (álbum de Cyndi Lauper)
True Colors é o segundo álbum de estúdio da cantora estadunidense Cyndi Lauper, lançado em 15 de setembro de 1986. A produção e algumas composições são da própria cantora junto com Lennie Petze.
A recepção dos críticos de música foi favorável e Lauper recebeu vários prêmios e nomeações, incluindo duas indicações ao 29º Prêmio Grammy Anual. 
Nas parada musicais atingiu o pico de número quatro na lista Billboard 200, e três de seus singles alcançaram o Top 40 em tabelas musicais ao redor do mundo, sendo eles: "True Colors", "Change of Heart" e "What's Going On". Com cerca de sete milhões de cópias vendidas pelo mundo, é o segundo maior êxito da carreira fonográfica da cantora. 

## Antecedentes e produção
No final de 1986, Lauper se estabeleceu como uma das artistas mais vendidas do mundo fonográfico. Seu primeiro disco de estúdio, She's So Unusual foi certificado 4 vezes platina pela RIAA e recebeu uma certificação de diamante no Canadá por vendas superiores a 1 milhão de cópias, sendo ela, a primeira cantora a alcançar tal façanha até aquele momento.
De acordo com a revista Billboard, a indústria da música estava de olho nos próximos passos da cantora, e todos estavam ansiosos para saber se ela conseguiria manter o sucesso de sua estreia.
Em sua autobiografia, a cantora diz que inicialmente planejou que Rick Chertoff, que produziu She's So Unusual, produziria o que viria a ser seu segundo disco, no entanto, a experiência com ele foi problemática e ela mudou de ideia. Outro nome que apareceu foi o de Rob Hyman, mas ela também o recusou, já que ele era afiliado a Chertoff.
Eventualmente, a produção ficou aos cuidados da própria cantora e de  Lennie Petze. Além disso, algumas das canções são de sua própria autoria. Lauper disse que as canções são uma forma de dizer: "Tenha a coragem de expor suas convicções e ame-se um pouco", e "não seja tão duro consigo mesmo".

## Singles
"True Colors" foi escrita por Billy Steinberg como uma homenagem a sua mãe mãe. Tom Kelly alterou o primeiro verso da canção, que foi mostrada inicialmente para Anne Murray (que desistiu de gravá-la) e só depois para Cyndi Lauper. Os arranjos da versão demo lembravam uma balada gospel com destaque no som de piano, como o da canção "Bridge over Troubled Water". Steinberg disse ao Songfacts que: "Cyndi desmontou completamente o arranjo tradicional e surgiu com algo que era de tirar o fôlego." O videoclipe da música, que recebeu grande rotação na MTV, foi dirigido pela coreógrafa americana Patricia Birch. O single alcançou o primeiro lugar na Billboard Hot 100, em 25 de outubro de 1986, batendo "Typical Male" de Tina Turner. Alcançou a posição de número três na Austrália e Nova Zelândia, e número 12 na UK Singles Chart. "True Colors" se tornou um hino para a comunidade gay. Em várias entrevistas, Lauper disse que a canção mexeu com ela por causa da recente morte de seu amigo, Gregory Natal, vítima do vírus da AIDS. Anos depois, Lauper co-fundou o True Colors Fund, uma organização sem fins lucrativos dedicada a erradicar a falta de moradia de jovens LGBT. A música foi gravada por muitos outros artistas e usada como música tema da Copa do Mundo de Rugby Union de 2003 e em comerciais das câmeras e filmes Kodak. Em 2010, foi incluída na trilha sonora de Sex and the City 2.
"Change of Heart", o segundo single, estreou na Billboard Hot 100 em número 67 e atingiu sua maior posição, a de número 3, na edição datada de 14 de fevereiro de 1987, passando um total de 17 semanas na parada. Obteve o mesmo sucesso na parada de músicas Hot Dance / Club Play, chegando ao número 4. A música ficou em 61º lugar na parada de final de ano de 1987. No Canadá estreou na posição de número 88 na edição da revista RPM datada de 13 de dezembro de 1986. Após 10 semanas, atingiu o pico de nº 13, se mantendo por um total de 17 semanas na tabela. No Reino Unido, "Change of Heart" estreou na 96ª posição na UK Singles Chart e foi o single de menor sucesso de Lauper no país, até aquele momento, alcançando apenas a posição 67. Na Europa, "Change of Heart" destacou-se na na França, onde alcançou a 8ª posição. Em sua crítica para True Colors, Jimmy Guterman, da revista Rolling Stone, disse que: "... as sílabas soluçadas que são marca registrada de Lauper repousam sobre uma almofada de harmonias fornecidas por The Bangles e transformam o que é pouco mais do que uma faixa de ritmo sofisticada, com letras nominais, em uma sincera declaração de fidelidade." O videoclipe oficial da música foi dirigido por Andy Morahan. Ele mostra Lauper e sua banda fazendo shows em locais públicos de Londres, incluindo Trafalgar Square, Leicester Square, Covent Garden e Westminster Bridge/The Queen's Walk, onde o London Eye está localizado atualmente.
"What's Going On" foi lançada em março de 1987, como o terceiro single. Na versão do álbum, a música começa com uma série de tiros em referência à Guerra do Vietnã, enquanto o lançamento do single é um remix com um vocal alternativo usado na introdução. Graças aos remixes para clubes de Shep Pettibone, a música alcançou a posição #17 na parada Dance Club Songs. No entanto, não conseguiu alcançar o top dez da Billboard Hot 100. O vídeo da música, dirigido por Andy Morahan, foi indicado ao MTV Video Music Award for Best Cinematography.
"Boy Blue" foi lançada como o quarto single, em 1987, em versão remix, aparecendo em #71 na Billboard Hot 100. Tematicamente, assemelha-se a "True Colors", Lauper escreveu esta canção para um amigo que morreu de AIDS, e o título vem de um poema de Eugene Field chamado "Little Boy Blue". O videoclipe oficial é uma performance ao vivo da música, gravado em Paris, na França, e foi retirado do  álbum de vídeo Cyndi Lauper in Paris. Em 2019, foi incluído na compilação (exclusiva do Japão) de canções e videoclipes da cantora Japanese Singles Collection - Greatest Hits.
"Maybe He'll Know" foi lançado como single apenas na Europa, em 1987. A música apareceu anteriormente no debut da banda Blue Angel, da qual a cantora fazia parte. A letra da canção é ligeiramente diferente. Billy Joel se junta a Lauper nos vocais de back-up, no estilo 'doo wop'. Um remix de "Maybe He'll Know", foi incluído como o lado B de "I Drove All Night", primeiro single de A Night to Remember, de Lauper.

## Recepção crítica
| Críticas profissionais | Críticas profissionais |
| Avaliações da crítica  | Avaliações da crítica  |
| Fonte                  | Avaliação              |
| ---------------------- | ---------------------- |
| AllMusic               | [ 38 ]                 |
| The Village Voice      | B–                     |
| Rolling Stone          | Favoravél              |
| Veja                   | Favorável              |

A recepção dos críticos de música foi favorável. 
Eugene Chadbourne, do site AllMusic, deu três estrelas e meia de cinco e escreveu que, embora seja "ambicioso" e com "algumas partes [que] realmente compensam", alguns de seus arranjos "são datados", como notado pelos "tambores e teclados com sonoridade artificial [que] eram muito populares na época". Ele concluiu que, apesar desses problemas, como "não havia muita música gravada por esta artista durante o auge de sua popularidade", "os fãs sem dúvida iriam querer adquirir tudo [que ela lançasse]."
Robert Christgau, do jornal The Village Voice, deu uma nota "B-" e escreveu que o primeiro lado do LP consiste em "sentimento barato", além de ser "desanimador", acrescentou que que ouvir "o segundo [lado do LP], não é muito mais que um alívio". Ele finalizou a crítica escrevendo que "as garotas só querem ter dinheiro - e nenhuma diversão muda tudo", em alusão a música mais famosa da cantora, "Girls Just Want To Have Fun" (Garotas Só Querem se Divertir, em português).
Jimmy Guterman, da revista Rolling Stone, fez uma crítica favorável e escreveu que a voz de Lauper "soa mais confortável em qualquer momento de True Colors do que em todos de She's So Unusual", além de "parece indicar seu extremo conforto com o novo ambiente" onde "ela encontrou um novo senso de paz - ou pelo menos ela está indo nessa direção." Ele concluiu dizendo: "sua inquietação deu a seu trabalho inicial muito de sua identidade; e o que coloca True Colors um degrau abaixo de sua estreia é que Cyndi Lauper não é mais tão incomum."
A revista Veja fez uma crítica favorável, na qual afirmou que o disco "mostra uma artista madura a dominar, com bom humor, uma linguagem original."

## Desempenho comercial
Nos Estados Unidos, True Colors foi certificado como platina dupla pela RIAA e alcançou a quarta posição na parada de álbuns Billboard 200. Ele liderou as paradas australianas por quatro semanas e, no Japão, vendeu mais que o She's So Unusual, embora tal feito não tenha se repetido na maioria dos países. De acordo com o site oficial de Lauper, foi certificado platina na Itália.
Os singles escolhidos foram "True Colors" (No. 1 Billboard Hot 100), "Change of Heart" (No. 3), "What's Going On" (No. 12) e "Boy Blue" (No. 71).
No Brasil, segundo a revista Veja, de 19 de novembro de 1986, conseguiu vender 200 mil cópias com apenas duas semanas de lançamento, meses depois, em 18 de fevereiro de 1987, as vendas atingiram a marca de 300 mil cópias, segundo o jornal Luta Democrática. Lauper recebeu um disco de platina e dois discos de ouro por seus álbuns de sucesso quando esteve no país, em 1989.
As vendas de True Colors atingiram aproximadamente 7 milhões de cópias em todo o mundo.

## Lista de faixas
- Créditos retirados do encarte do álbum True Colors, de 1986.[36]

| Lado A |                         |                                               |         |  |
| N.º    | Título                  | Compositor(es)                                | Duração |  |
| 1.     | "Change of Heart"       | Essra Mohawk Cyndi Lauper (Additional Lyrics) | 4:22    |  |
| 2.     | "Maybe He'll Know"      | Lauper John Turi                              | 4:25    |  |
| 3.     | "Boy Blue"              | Lauper Stephen Broughton Lunt Jeff Bova       | 4:46    |  |
| 4.     | "True Colors"           | Tom Kelly Billy Steinberg                     | 3:46    |  |
| 5.     | "Calm Inside the Storm" | Lauper Rick Derringer                         | 3:54    |  |

| Lado B         |                      | |         |  |
| N.º            | Título               | Compositor(es) | Duração |  |
| 6.             | "What's Going On"    | Renaldo Benson Alfred Cleveland Marvin Gaye                                                                         | 4:39    |  |
| 7.             | "Iko Iko"            | Rosa Lee Hawkins Barbara Anne Hawkins Joan Marie Johnson Sharon Jones Marilyn Jones Boogaloo Joe Jones Jesse Thomas | 2:08    |  |
| 8.             | "The Faraway Nearby" | Lauper Tom Gray | 3:00    |  |
| 9.             | "911"                | Lauper Lunt | 3:16    |  |
| 10.            | "One Track Mind"     | Lauper Jimmy Bralower Lennie Petze Bova                                                                             | 3:41    |  |
| Duração total: | Duração total:       | Duração total: | 37:57   |  |

| Faixa Bônus da Reedição do Japão (2008) |                                            |                 |         |  |
| N.º                                     | Título                                     | Compositor(es)  | Duração |  |
| 11.                                     | "True Colors" (Live at Summer Sonic, 2007) | Kelly Steinberg | 4:38    |  |

| Faixas Bônus da Edição de 35° Anos (2021) |                                                  |                          |         |  |
| N.º                                       | Título                                           | Compositor(es)           | Duração |  |
| 11.                                       | "Heading for the Moon" (B-Side of "True Colors") | Lauper Arthur Stead Lunt | 3:19    |  |
| 12.                                       | "True Colors" (Junior Vasquez Pride Mix)         | Kelly Steinberg          | 13:36   |  |
| Duração total:                            | Duração total:                                   | Duração total:           | 54:52   |  |

## Produção técnica
- FONTE:[36]

- Cyndi Lauper – vocal, vocais ao fundo
- The Bangles – vocal, vocais ao fundo "Change of Heart"
- Adrian Belew – guitarra
- Jeff Bova – teclado
- Jimmy Bralower – percussão, bateria, beat box
- Angela Clemmons-Patrick – vocais ao fundo
- Rick Derringer – guitarra
- Anton Fig – bateria
- Jon Goldberger – efeitos sonoros
- Ellie Greenwich – vocais ao fundo
- Pee Wee Herman – operador convidado em "911"
- Robert Holmes – guitarra
- Neil Jason – baixo elétrico
- Billy Joel – vocal em "Maybe He'll Know"
- Aimee Mann – vocal em "The Faraway Nearby"
- John McCurry – guitarra
- David Rosenthal – teclado
- Lennie Petze – percussão, vocais ao fundo
- Nile Rodgers – guitarra
- Peter Wood – sintetizador, teclado

## Tabelas
| Tabela musical (1986–87)                 | Melhor posição |
| ---------------------------------------- | -------------- |
| Australian Albums (Kent Music Report)    | 1              |
| Áustria (Ö3 Austria Top 40)              | 15             |
| Canadian Albums (RPM)                    | 8              |
| Canadian Albums (The Record)             | 7              |
| Chilean Albums                           | 5              |
| Países Baixos (Dutch Charts)             | 36             |
| European Albums (Top 100)                | 16             |
| Finnish Albums (Suomen virallinen lista) | 14             |
| French Albums (SNEP)                     | 13             |
| German Albums (Offizielle Top 100)       | 20             |
| Italian Albums (Hit Parade Italia)       | 18             |
| Japanese Albums (Oricon)                 | 2              |
| Nova Zelândia (RMNZ)                     | 3              |
| South African Albums (RISA)              | 2              |
| Suécia (Sverigetopplistan)               | 20             |
| Suíça (Schweizer Hitparade)              | 8              |
| Reino Unido (UK Albums Chart)            | 25             |
| Estados Unidos (Billboard 200)           | 4              |

| Tabela musical (1986)                 | Melhor posição |
| ------------------------------------- | -------------- |
| Australian Albums (Kent Music Report) | 25             |
| Canadian Albums (RPM)                 | 44             |
| Japanese Albums (Oricon)              | 23             |
| New Zealand (Recorded Music NZ)       | 50             |
| Tabela musical(1987)                  | Melhor posição |
| Australian Albums (Kent Music Report) | 84             |
| Canadian Albums (RPM)                 | 92             |
| French Albums (SNEP)                  | 46             |
| New Zealand (Recorded Music NZ)       | 50             |
| US Billboard 200                      | 39             |

## Certificações e vendas
| Região                                                                                             | Certificação | Vendas     |
| -------------------------------------------------------------------------------------------------- | ------------ | ---------- |
| Austrália (ARIA)                                                                                   | Ouro         | 35,000     |
| Brasil (Pro-Música Brasil)                                                                         | Platina      | 300,000    |
| Canadá (Music Canada)                                                                              | 2× Platina   | 200,000*   |
| Estados Unidos (RIAA)                                                                              | 2× Platina   | 2,000,000* |
| França (SNEP)                                                                                      | Platina      | 136,100    |
| Hong Kong (IFPI Hong Kong)                                                                         | Ouro         | 10,000*    |
| Japão (RIAJ)                                                                                       | 2× Platina   | 404,000    |
| Nova Zelândia (RIANZ)                                                                              | Platina      | 15,000*    |
| Reino Unido (BPI)                                                                                  | Prata        | 60,000^    |
| Suíça (IFPI Suíça)                                                                                 | Ouro         | 25,000^    |
| Resumos                                                                                            |              |            |
| Mundo                                                                                              | —            | 7,000,000  |
| *números de vendas baseados somente na certificação ^distribuições baseadas apenas na certificação |              |            |